# هیکو (نوادا)
هیکو، نوادا (به انگلیسی: Hiko, Nevada) یک سکونتگاه مسکونی در ایالات متحده آمریکا است که در شهرستان لینکلن، نوادا واقع شده‌است.

## خصوصیات
هیکو ۶۱٫۵ کیلومترمربع مساحت و ۱۱۹ نفر جمعیت دارد و ۱٬۱۷۹٫۲۹ متر بالاتر از سطح دریا واقع شده‌است.